# Wydział Architektury Politechniki Krakowskiej
Wydział Architektury Politechniki Krakowskiej – jeden z wydziałów współtworzących Politechnikę Krakowską od początku jej istnienia. W ramach programów Socrates-Erasmus do różnych krajów europejskich wyjeżdża ponad 100 studentów, a kilkunastu do Stanów Zjednoczonych i Kanady. W 2000 roku kierunek architektura i urbanistyka uzyskał akredytację Royal Institute of British Architects.
Na wydziale prowadzenia są studia na kierunku architektura, a od roku 2000/2001 kształci studentów również na kierunku architektura krajobrazu.

## Kierunki studiów
- studia stacjonarne I stopnia:
  - architektura (w języku polskim)
  - architektura (w języku angielskim)
  - architektura krajobrazu
  - gospodarka przestrzenna (kierunek międzywydziałowy)

- studia niestacjonarne I stopnia:
  - architektura (w języku polskim)

- studia stacjonarne II stopnia:
  - architektura (w języku polskim)
  - architektura (w języku angielskim)
  - architektura krajobrazu
  - gospodarka przestrzenna (kierunek międzywydziałowy)

- studia niestacjonarne II stopnia:
  - architektura (w języku polskim)

## Historia
Wydział Architektury w Krakowie powstał w ramach Wydziałów Politechnicznych Akademii Górniczej w 1945 roku i został powołany przez Komitet Organizacyjny działający pod przewodnictwem profesora Izydora Stella- Sawickiego. Pierwszą siedzibą Wydziału Architektury był zamek Królewski na Wawelu. Na Dziedzińcu Wawelskim odbył się pierwszy egzamin na studia (maj 1945 roku). Wśród wykładowców Wydziału Architektury znalazło się wielu wybitnych profesorów m.in.: Jerzy Struszkiewicz, Adam Mściwujewski, Bohdan Guerquin, Ludomir Śleńdziński, Włodzimierz Gruszczyński, Józef Gałęzowski, Juliusz Żurawski, Tadeusz Tołwiński, Bohdan Treter i Adolf Szyszko-Bohusz. Ten ostatni był pierwszym dziekanem Wydziału Architektury i to dzięki niemu Wydział znalazł pierwszą siedzibę na Wawelu. Profesor Adolf Szyszko-Bohusz był bowiem konserwatorem i odnowicielem Zamku Królewskiego na Wawelu. Wydziały Politechniczne Akademii Górniczej zostały dekretem Rządowym przekształcone w 1954 roku w Politechnikę Krakowską z siedzibą na Kampusie przy ul. Warszawskiej 24, do których Wydział Architektury także został przeniesiony. 
W latach 90. Wydział Architektury Politechniki Krakowskiej uzyskał akredytację Komisji „Royal Institute of British Architects” (RIBA) jako jedyny w Polsce i jeden z trzech w dawnym bloku wschodnim (obok szkół architektury w Moskwie i Bukareszcie). Władze Wydziału kadencji 1993-1999 podjęły się modernizacji nowej siedziby Wydziału Architektury zlokalizowanej w zabytkowym budynku dawnego pałacu na Łobzowie tzw. Podchorążówki.
W ewaluacji działalności naukowej za lata 2017-2021 Wydział Architektury otrzymał wyróżniającą ocenę: A+. Jest to jedna z trzech najwyższych ocen wśród wydziałów architektury.

## Główne kierunki działalności naukowo-badawczej[4]
- studia nad architekturą współczesną, problematyką ochrony, rewaloryzacji i zagospodarowania zabytków,
- studia z zakresu historii urbanistyki i ochrony miast zabytkowych,
- teoria estetyki, budowy formy i kompozycji architektonicznej,
- badania jakości środowiska mieszkaniowego, jego przekształceń i rewaloryzacji,
- zagadnienia związane z energetycznymi i ekologicznymi aspektami architektury i budownictwa,
- mechanizmy i tendencje we współczesnym rozwoju miast i obszarów funkcjonalnych,
- strategie integracji przestrzennej miast w kontekście kompozycji urbanistycznej,
- współczesne tendencje w architekturze krajobrazu,
- zrównoważony rozwój w kształtowaniu architektury,
- integracja sztuk w środowisku architektonicznym.

## Struktura
- Katedra Historii Architektury i Konserwacji Zabytków (A-1)
- Katedra Architektury Miejsc Pracy, Sportu i Usług (A-2)
- Katedra Kształtowania Środowiska Mieszkaniowego (A-3)
- Katedra Projektowania Architektoniczno-Budowlanego (A-4)
- Katedra Planowania Przestrzennego Projektowania Urbanistycznego i Ruralistycznego (A-5)
- Katedra Projektowania Architektonicznego (A-6)
- Katedra Rysunku, Malarstwa i Rzeźby (A-7)
- Katedra Architektury Krajobrazu (A-8)
- Katedra Urbanistyki i Architektury Struktur Miejskich (A-9)
- Katedra Geometrii Wykreślnej i Technologii Cyfrowych (A-10)[5]

## Władze (kadencja 2025–2028)[6]
- prof. dr hab. inż. Magdalena Kozień-Woźniak – Dziekan
- prof. dr hab. inż. arch. Tomasz Kozłowski – Prodziekan ds. organizacji
- dr hab. inż. arch. Urszula Forczek-Brataniec, prof. PK – Prodziekan ds. studenckich na kierunku architektura krajobrazu
- dr inż. arch. Agnieszka Wójtowicz-Wróbel – Prodziekan ds. studenckich na kierunku architektura

## Koła naukowe
Wydział Architektury
- Koło Naukowe Historii Architektury Polskiej
- Koło Naukowe Historii Architektury i Konserwacji Zabytków
- Koło Naukowe Fotografia
- Koło Naukowe Architektura Najnowsza
- Koło Naukowe Budownictwo Ogólne - KBO
- Koło Naukowe Architektura Militaris
- Koło Naukowe IMAGO
- Kolo Naukowe DETAL
- Koło Naukowe „Podole”
- Koło Naukowe Młoda Urbanistyka
- Koło Naukowe „URBANator”
- Studenckie Koło Naukowe Digital Landscape Architecture
- Studenckie Koło Naukowe „Rzeźba”
- Studenckie Koło Naukowe „Arboris”
- Studenckie Koło Naukowe „KARPATY”
- Koło Naukowe Projektowania Zrównoważonego
- „Sztuka - myślenie wizualne”
- KN „Miasto Przyszłości”
- Studenckie Koło Naukowe BIM - Projektowania Numerycznego Struktur Architektonicznych
- Koło Naukowe „Wyobraźnia”
- Koło Naukowe „GROW”
- KN „Urban-Lab Kraków”
- KN PercepcjaA
- KN Przestrzeń Performatywna
- SKN Ochrony Dziedzictwa Kulturowego (KNOD)
- Koło Naukowe Krajobrazy „Landscapes”
- Studenckie Koło Naukowe SYNERGIA
- Koło Naukowe URBAN GREEN